# Карлино (Удине)
Карлино (итал. Carlino) је насеље у Италији у округу Удине, региону Фурланија-Јулијска крајина.
Према процени из 2011. у насељу је живело 1339 становника. Насеље се налази на надморској висини од 3 м.

## Становништво
| 1936. | 1951. | 1961. | 1971. | 1981. | 1991. | 2001. | 2011. |
| ----- | ----- | ----- | ----- | ----- | ----- | ----- | ----- |
| 1.986 | 2.387 | 2.285 | 2.317 | 2.571 | 2.688 | 2.822 | 2.790 |